# 텍사스 블루스
텍사스 블루스(Texas blues)는 블루스의 장르중 하나이다. 다른 블루스 스타일보다 더 많은 재즈, 스윙리듬을 가지고 있다.

## 역사
텍사스 블루스는 1900년대 초기, 아프리카계 미국인들의 일터인 정유공장, 농장, 그리고 제재소등지에서 발생되었다. 1920년대에 블라인드 레몬 제퍼슨은 재즈같은 느낌을 살려 하나의 줄을 주로 사용한 스타일 (후에 솔로라고 불린다)을 만들어낸다.